# Tentakule (botanika)

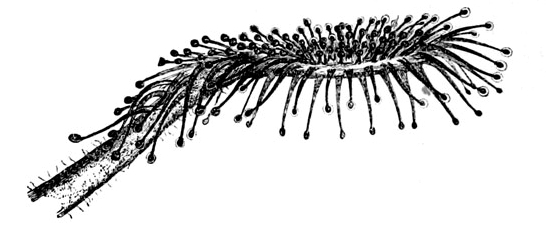
Tentakule druhu Drosera rotundifolia

Tentakule (ž.), též tentakulum (s.) je označení pro vícebuněčné paličkovitě zakončené brvy, kterými jsou opatřeny listy některých masožravých rostlin, především rosnatek. Tyto žláznaté výčnělky, napojené na sekreční systém rostliny, vylučují sliz, hromadící se na jejich konci jako drobné kapičky, připomínající rosu. Na tyto kapičky je lákán hmyz, který se díky jejich lepkavosti na ně přilepí a je tak chycen. Sliz obsahuje kromě lepkavých mukopolysacharidů též trávicí enzymy, které kořist rozloží a kapalné produkty trávení jsou poté vstřebány přes pokožku listu.
U některých rostlin jsou dva, případně i tři typy tentakul. Na okrajích listů bývají odlišná okrajová (marginální) tentakula, která jsou delší a většinou nevylučují ve formě kapiček sliz s enzymy, přesto jsou lepkavá a slouží pouze k „přihrnování“ kořisti do středu listu. Tento posun je způsoben samovolným ohýbáním marginálních tentakul směrem ke středu listu. Pohyb je vyprovokován mechanickým drážděním, působeným pohybem hmyzího jedince, snažícího se o osvobození. Ve středu listu se nacházejí středová (diskální) tentakula, zajišťující trávení. I zde působí mechanické dráždění, které se však neprojevuje jejich ohýbáním, ale zvyšováním sekrece trávicích enzymů. Někdy se vyskytují i přechodová (interzonální) tentakula, které slučují vlastnosti obou zmíněných tentakul.
Pohyb marginálních tentakul poprvé popsal botanik A. W. Roth v roce 1779.

## Původ slova
Pojmenování pochází z latinského slovesa tentare, cítit, hmatat.